# Muang Phuan
1707–1893
Entités précédentes :
- Lan Xang

Entités suivantes :
- Protectorat français du Laos

Muang Phuan est une principauté du Laos de 1707 à 1899. Elle avait pour capitale Xieng Khouang.

## Liste des rois
- Kham Sanh (1651–1688), gouverneur du Xieng Khouang au Lan Xang
- Kam Lan (1688–1700), fils du Kham Sanh
- Kham Sattha (1723–1751), petit-fils Kam Lan
- Ong Lo (1751–1779)
- Somphou (1779–1803)
- Noi (en) (Southaka Souvanna Koumar) (1803–1831), neveu du Somphou, exécuté par l'empereur Minh Mạng d'Annam
- annexé par Annam (1832)
- Po (1848–1865), fils du Noi, vassal du Siam et Vietnam
- Ung (1866–1876), fils du Noi
- Khanti (1876–1880), fils du Ung, vassal du Siam
- Kham Ngon (1880–1899), monarchie abolie, annexé par Protectorat français du Laos[1]